# STS-61-B
La Misión STS-61-B fue la segunda en la historia del Transbordador Espacial Atlantis de los Estados Unidos. Su principal objetivo era poner en órbita tres satélites: el Morelos II de México, el AUSSAT-2 de Australia y el SATCOM KU-2 de los Estados Unidos de América. Entre la tripulación destacó el Dr. Rodolfo Neri Vela, el primer astronauta mexicano.
La duración total de la misión fue de 6 días, 21 horas, 4 minutos y 49 segundos. El transbordador espacial despegó el 26 de noviembre de 1985 y regresó el 3 de diciembre del mismo año.

## Tripulación
- Brewster H. Shaw, Jr., (2) comandante.
- Bryan D. O'Connor (1), piloto.
- Mary L. Cleave (1), especialista de misión.
- Sherwood C. Spring (1), especialista de misión.
- Jerry L. Ross (1), especialista de misión.
- Rodolfo Neri Vela  (1), especialista de carga.
- Charles D. Walker (3), especialista de carga

Entre paréntesis número de vuelos realizados incluido el STS-61-B. 